# Carice van Houten
Carice Anouk van Houten (AFI: [kaːˈris(ə ʔ)aːˈnuk vɑn ˈɦʌutə(n)]; Leiderdorp, 5 de setembro de 1976) é uma atriz e cantora neerlandesa. Ela ganhou três Golden Calves (Bezerro/Vitelo de Ouro) por suas atuações em Suzy Q (1999), Kitty Undercover (2001) e Black Book (2006). Seu papel em Black Book lançou a sua carreira internacional. Carice atuou nos filmes americanos Operação Valquíria (2008) e Repo Men (2010). Interpretou Melisandre na série de televisão Game of Thrones da HBO, pelo qual foi amplamente aclamada pela critica recebendo indicações para dois prêmios Screen Actors Guild de Melhor Performance de Elenco em Série Dramática e um Primetime Emmy Awards de Melhor Atriz Convidada em Série Dramática.

## Biografia
Van Houten é filha de Margje Stasse que trabalha num programa de TV educacional neerlandês e Theodore van Houten que é escritor e radialista. Ela tem uma irmã mais nova, Jelka van Houten, que também é atriz. Carice estudou no St. Bonifatiuscollege, em Utrecht, onde desempenhou o personagem principal, "Tijl Uilenspieghel" de Hugo Claus, dirigido por Ad Migchielsen. Ela estudou na Kleinkunstacademie em Amsterdã.
Carice se envolveu com o ator Sebastian Koch, seu companheiro no filme Black Book. O casal anunciou que estava se  separando em agosto de 2009.
Van Houten declarou que Hollywood a faz infeliz: "Eu vi Hollywood, e embora eu não tenha nada contra, esse não é meu estilo de vida. Meu agente está chocado por eu querer ficar na Europa", diz ela. "Se Hollywood me oferecer coisas boas, é claro que vou aceitar, mas eu não quero viver lá".
Em 2013, Carice lançou seu primeiro álbum de estúdio intitulado "See You On The Ice", o álbum conta com 11 faixas, com uma sonoridade despretensiosa, o disco segue uma linha indie/pop melancólico.

### Carreira

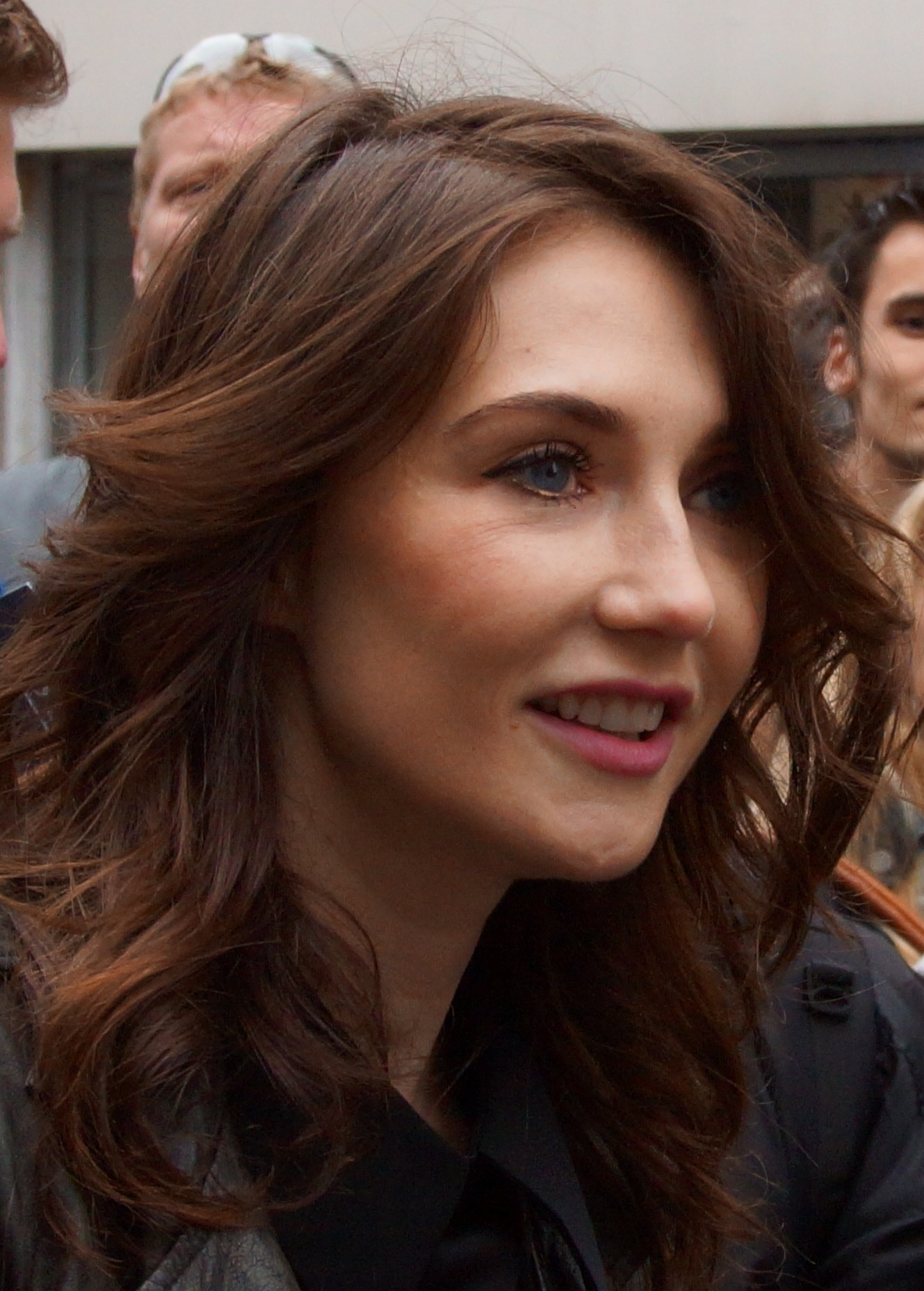
Carice van Houten em 2013

Van Houten interpretou seu primeiro papel principal no filme para TV de Martin Koolhoven , Suzy Q. Ela ganhou um Bezerro de Ouro por seu papel como Suzy. Ela também ganhou o Prêmio Pisuisse e o Prêmio Top Naeff por sua atuação no palco e outro Bezerro de Ouro por seu papel como a gatinha que se torna mulher em Miss Minoes(2001). A primeira vez que ela pôde ser vista nos cinemas dos EUA foi quando AmnesiA (2001) , de Martin Koolhoven, teve um pequeno lançamento nos cinemas.
Van Houten ganhou um Bezerro de Ouro por sua atuação como Rachel Stein em Black Book (2006) no Festival de Cinema da Holanda, o diretor de Black Book, Paul Verhoeven, disse sobre ela em uma entrevista para a televisão: "Nunca na minha vida trabalhei com uma atriz tão talentosa" e, quando solicitado a compará-la com Sharon Stone, ele disse "Carice pode realmente atuar". A imprensa internacional também ficou entusiasmada com seu papel em Black Book.
Em dezembro de 2006, van Houten retirou-se de uma produção teatral de Alex van Warmerdam por motivos pessoais, segundo um porta-voz do teatro, foi por causa de uma sobrecarga de trabalho. Em 2008, ela estrelou o curta-metragem não comercial Zingen in het donker (inglês: Singing in the dark ), um drama sobre violência doméstica. Ela apareceu na revista Vanity Fair na edição de março de 2008, fotografada por Wayne Maser. Em 2008, van Houten teve um papel ao lado de Leonardo DiCaprio em Body of Lies , mas suas cenas não foram incluídas no corte final do filme.
Em abril de 2009, foi anunciado que van Houten iria estrelar Black Death do diretor britânico Christopher Smith e no filme holandês Komt een vrouw bij de dokter (título em inglês: Stricken ), baseado no romance homônimo de Ray Kluun . Ela também estrelou o thriller de ficção científica Repo Men.
Em julho de 2011, van Houten foi escalada como a sacerdotisa Melisandre na segunda temporada da série de TV de fantasia da HBO, Game of Thrones. Sua atuação lhe rendeu elogios e reconhecimento, rendendo-lhe uma indicação ao Primetime Emmy Awards de Melhor Atriz Convidada em Série Dramática por sua atuação final como personagem no episódio da 8ª temporada " The Long Night " em 2019. Depois que as indicações foram anunciado para a cerimônia, van Houten recebeu considerável atenção da mídia por ter sido um dos três atores indicados do programa a se auto-inscrever e pagar taxas de inscrição para estar na cédula para consideração do Emmy depois que a HBO não o fez por eles. Ela também recebeu três indicações ao Screen Actors Guild Awards de Melhor Performance de Elenco em Série Dramática em 2014, 2016 e 2017 para o papel.
Em 2012, van Houten apareceu no vídeo "Cut the world" de Antony and the Johnsons , dirigido por Nabil Elderkin e também estrelado por Willem Dafoe e Marina Abramović. and also starred Willem Dafoe and Marina Abramović.
Em 2019, van Houten estrelou como uma terapeuta prisional que se apaixona por um de seus pacientes, em série, na estreia na direção de Halina Reijn , Instinto.  O filme estreou no Festival de Cinema de Locarno , recebendo o Prêmio Variety Piazza Grande e foi selecionado como a apresentação holandesa de Melhor Longa-Metragem Internacional no 92º Oscar. Guy Lodge, da Variety, descreveu van Houten como estando "em forma eletrizante" e a direção de Reijn "fornece um lembrete assustador" do desempenho inovador do primeiro em Black Book.

## Filmografia
| Ano  | Filme                        | Papel                               | Notas  |
| ---- | ---------------------------- | ----------------------------------- | ------ |
| 1997 | 3 ronden                     | Emily                               |        |
| 1998 | Ivory Guardians              | não creditada                       |        |
| 1999 | Suzy Q                       | Suzy                                |        |
| 2001 | Storm in mijn hoofd          | Peaseblossom / Titania              |        |
| 2001 | AmnesiA                      | Sandra                              |        |
| 2001 | Miss Minoes                  | Minoes                              |        |
| 2002 | The Wild Boar                | Pandora                             |        |
| 2003 | Father's Affair              | Monika                              |        |
| 2005 | Black Swans                  | Marleen                             |        |
| 2005 | Lepel                        | Miss Broer                          |        |
| 2005 | Bonkers                      | Lis                                 |        |
| 2006 | Ik Omhels Je Met 1000 Armen  | Samarinde                           |        |
| 2006 | Black Book                   | Rachel Stein / Ellis de Vries       |        |
| 2007 | Alles is Liefde              | Kiki Jollema                        |        |
| 2008 | Dorothy Mills                | Jane van Dopp                       |        |
| 2008 | Valkyrie                     | Nina Schenk Gräfin von Stauffenberg |        |
| 2009 | Komt een vrouw bij de dokter | Carmen                              |        |
| 2009 | From Time to Time            | Maria Oldknow                       |        |
| 2010 | Repo Men                     | Carol                               | [ 21 ] |
| 2010 | The Happy Housewife          | Lea                                 |        |
| 2010 | Black Death                  | Langiva                             |        |
| 2010 | Satisfaction                 |                                     |        |
| 2011 | Intruders                    | Susanna                             |        |
| 2011 | Black Butterflies            | Ingrid Jonker                       |        |
| 2011 | Vivaldi                      | Julietta                            |        |
| 2012 | Jackie                       | Sophie                              |        |
| 2012 | Alles is familie             | Winnie de Roover                    |        |
| 2013 | The Fifth Estate             | Birgitta Jónsdóttir                 |        |
| 2016 | Race                         | Leni Riefenstahl                    |        |
| 2016 | Brimstone                    | Anna                                |        |
| 2016 | Incarnate                    |                                     |        |
| 2019 | The Affair                   | Hana                                |        |
| 2019 | Domino                       | Alex                                |        |
| 2019 | Instinct                     | Nicoline                            |        |
| 2020 | Lost Girls & Love Hotels     | Ines                                |        |

### Televisão

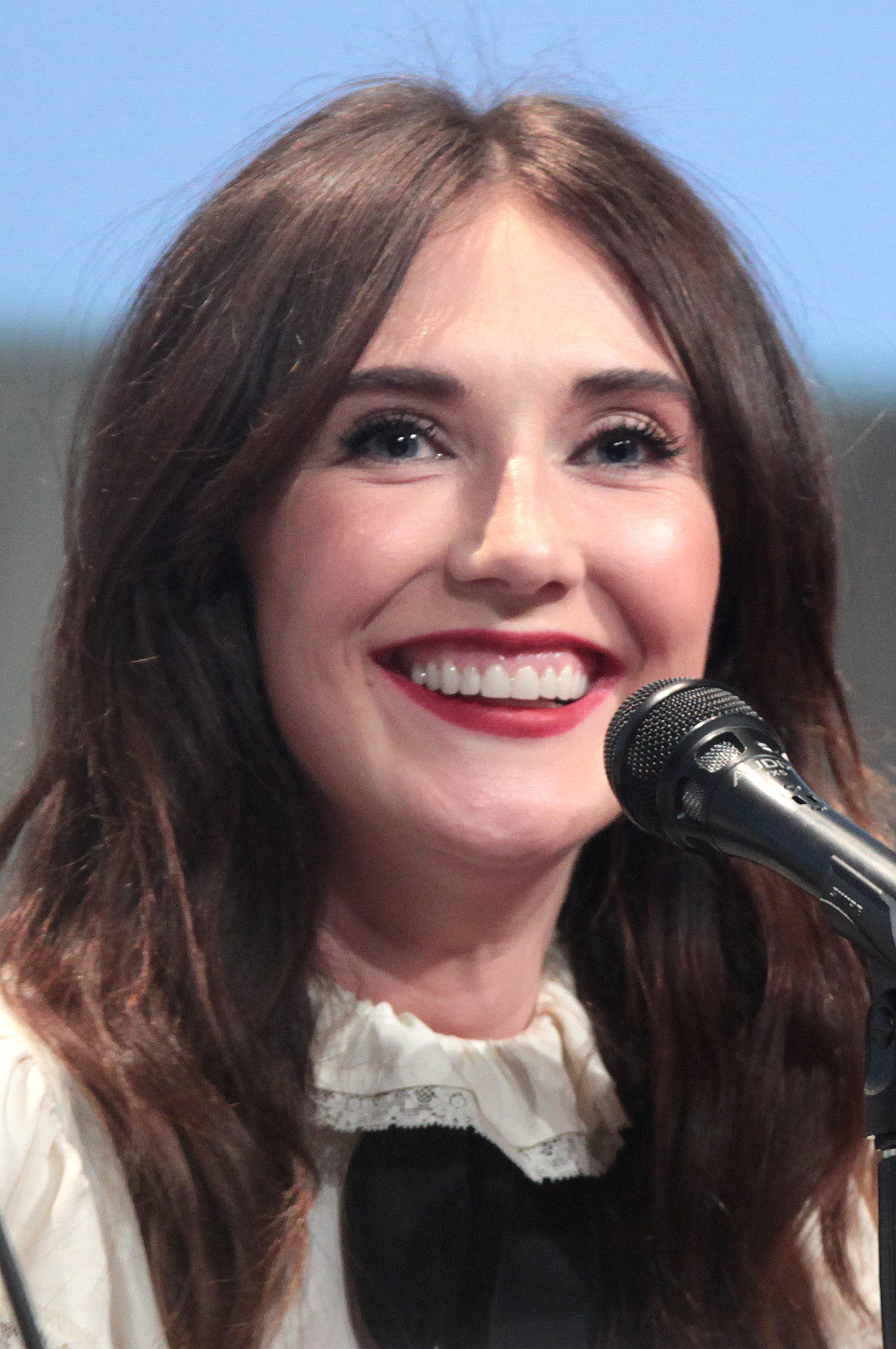
Carice van Houten em 2015

| Ano       | Titulo                           | Papel                                 | Notas                                        |
| --------- | -------------------------------- | ------------------------------------- | -------------------------------------------- |
| 1997      | Het Labyrint                     | Mariek                                |                                              |
| 1999      | Suzy Q                           | Suzy                                  |                                              |
| 2000      | Goede daden bij daglicht: Op weg | Carola                                |                                              |
| 2001      | De acteurs                       | Ellie                                 |                                              |
| 2002      | Luifel & Luifel                  | Roos                                  | Episódio: "De Krottenkoning"                 |
| 2004      | Russen                           | José Machielsen                       | Episódio: "De zevende getuige"               |
| 2004      | Kopspijkers                      | Georgina Verbaan                      | Episódio: "Dance-4-Life"                     |
| 2006      | Koppensnellers                   | Georgina Verbaan                      | Episódio: "1.16"                             |
| 2009      | Gewoon Hans                      | Ela Mesma                             |                                              |
| 2010      | therapie                         | Aya                                   | 3 episódios                                  |
| 2011      | Human Planet                     | Narradora                             |                                              |
| 2012–2019 | Game of Thrones                  | Melisandre                            | Papel Principal 29 episodes                  |
| 2015      | The Simpsons                     | Annika van Houten (voz)               | Episódio: "Let's Go Fly a Coot"              |
| 2016      | Robot Chicken                    | Melisandre, Sharon, Mama Bear (vozes) | Episódio: "Triple Hot Dog Sandwich on Wheat" |
| 2019      | Temple                           | Anna Willems                          |                                              |
| 2020      | Red Light                        | Sylvia Steenhuyzen                    |                                              |
| 2022      | Dangerous Liaisons               | Jacqueline de Montrachet              |                                              |